# 杉桙別命神社

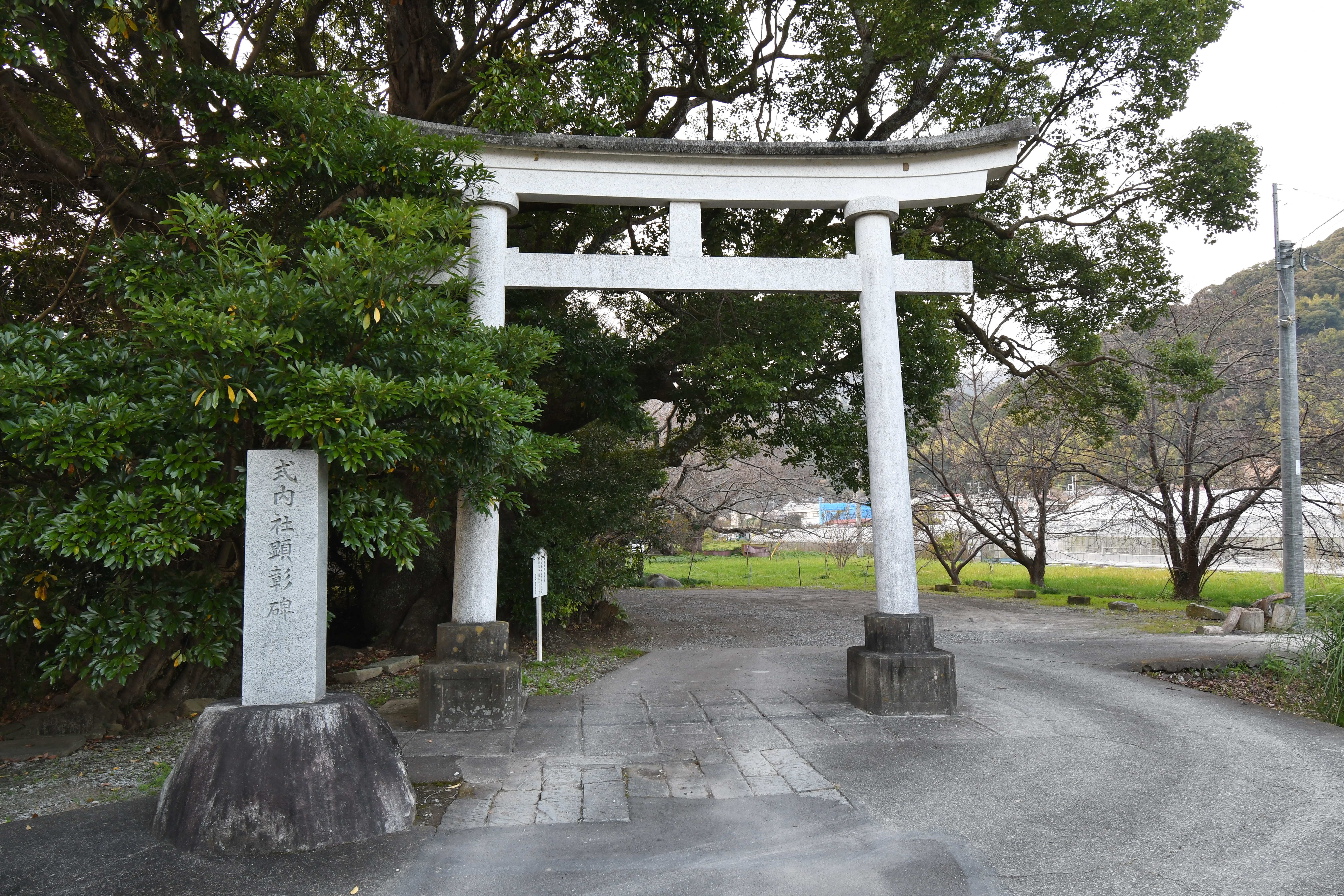
大鳥居

杉桙別命神社（すぎほこわけのみことじんじゃ）は、静岡県賀茂郡河津町田中にある神社。式内社で、旧社格は郷社。川津来宮神社（かわづきのみやじんじゃ、「河津」ではない）とも。
式内社の「佐々原比咩命神社」に比定される姫宮神社を所管する。

## 社名
古くは「桙別明神」、「木野（大）明神」、「来宮（大）明神」、「木野神社」、「木之神社」、「鬼崎（きのさき）明神」などと呼ばれており、現在でも「川津来宮神社」と俗称される。「来宮」の古社名や後述する「鳥精進酒精進」を伝承することから、キノミヤ信仰を有する神社とされている。

## 祭神
杉桙別命（すぎほこわけのみこと）を主祭神とし、五十猛命と少彦名命を相殿に祀る。『延喜式神名帳』では1座なので、本来は杉桙別命1柱を祀るものであったと思われる。

## 歴史
社伝によると、古代から鎮座していたが和銅年間（708 - 15年）に再建されたといい、『延喜式神名帳』で小社に列した。また社伝では、建久4年（1193年）に源頼朝が再建するとともに社領93石を奉納し、嘉禄2年（1226年）に藤原頼経により更に社殿が再築されたという。康永2年（1343年）の国内神名帳である『伊豆国神階帳』には「従四位上 ほこわけの明神」と記されている。社伝によるとその後も、永正10年（1513年）に足利義植により社殿が再築され、社家12家が奉仕したというが、天文7年（1538年）に社殿等を悉く焼失し、同13年（1544年）には洪水によって社領が流されてからは頽廃して小祠での鎮座となったものを、国守代官清水康英等が再建したという。
明治6年（1873年）郷社に列した。戦後は神社本庁に属している。なお、神職は代々河津氏が奉仕している。

## 境内

### 社殿
本殿は、嘉祥2年（1819年）の造替にかかる、正面側面ともに一間の流造。屋根は銅板葺で千鳥破風、軒唐破風を付ける。

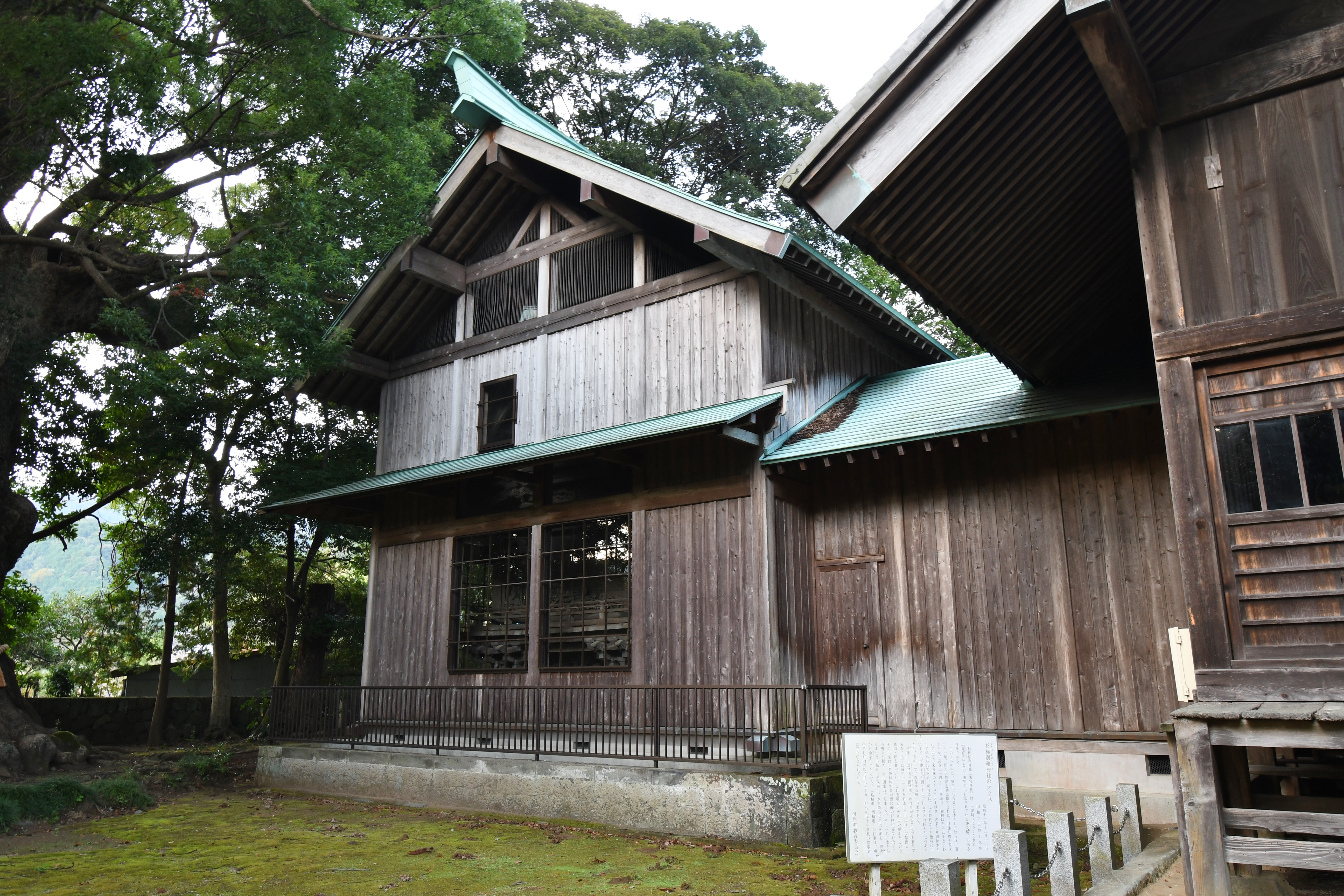
本殿
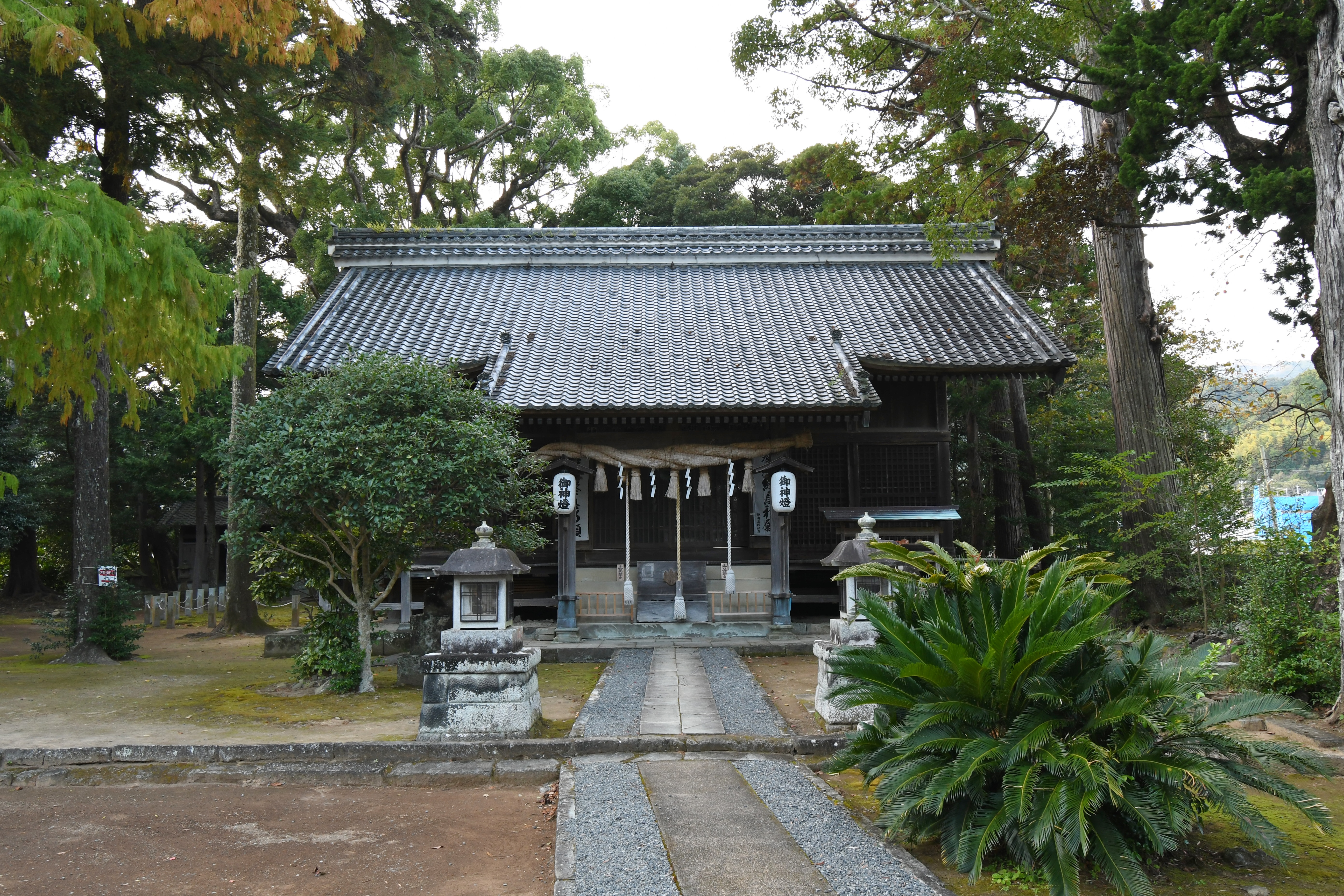
拝殿
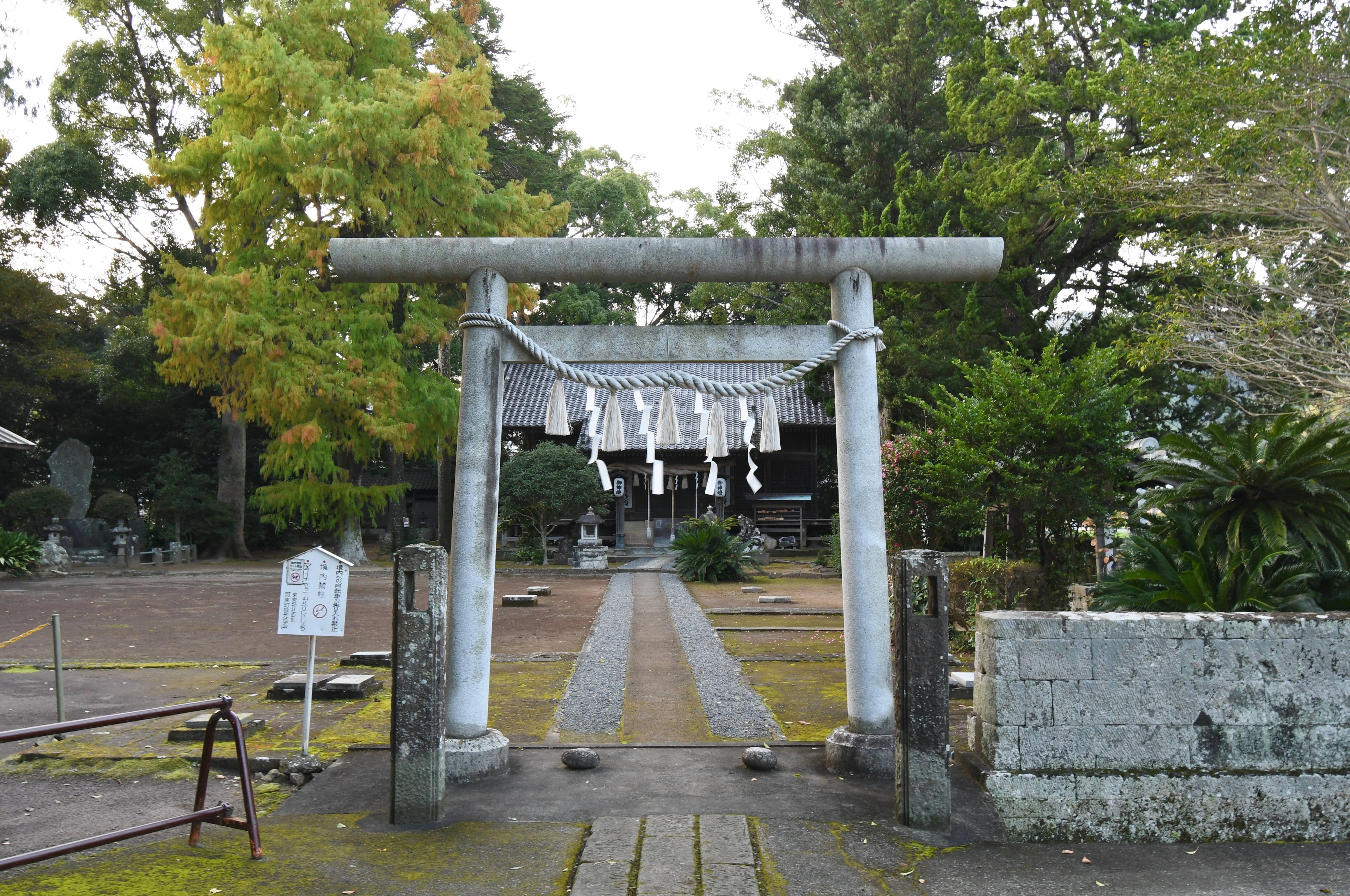
境内鳥居

### 杉桙別命神社の大クス

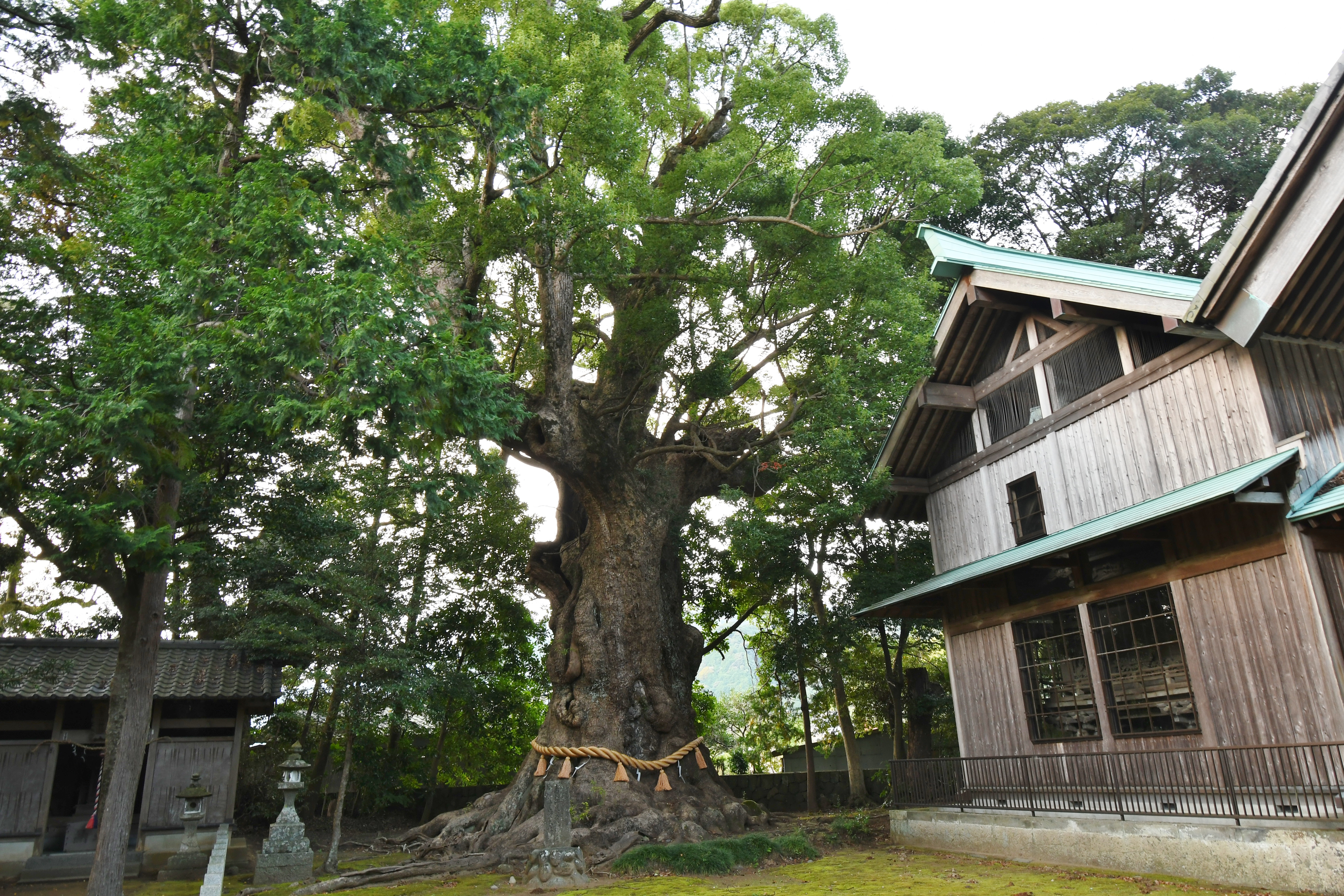
大クス（国の天然記念物）

樹高約24m、幹周14mの楠。昭和初期（20世紀前葉）時点で樹齢1,000年以上と推定され、昭和11年（1936年）に国の天然記念物に指定された。古くより来宮様の大クスと呼ばれ、神木として崇められてきた。かつて河津には7本の大楠があり、明治時代中頃まで河津郷七抱七楠（ななかかえななくす）と呼ばれていたが、現存しているのはこの1本だけである。また、参道入口付近と、拝殿右前にも楠の大木がある。
なお、伊豆半島北部にある熱海市の来宮神社にも、阿豆佐和気神社の大クスという有名な楠の大木（同じく天然記念物）があり、「来宮神社のクス」と同じ名称で呼ばれることも多いため混同しやすい。

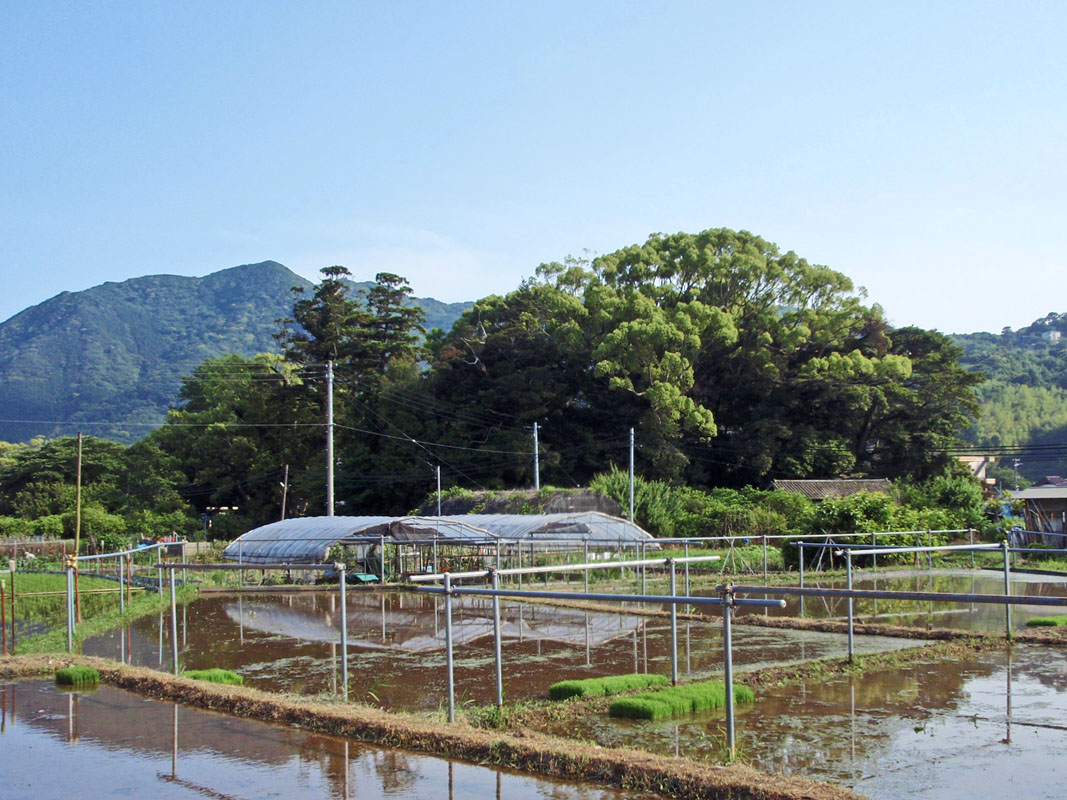
杉桙別命神社の社叢
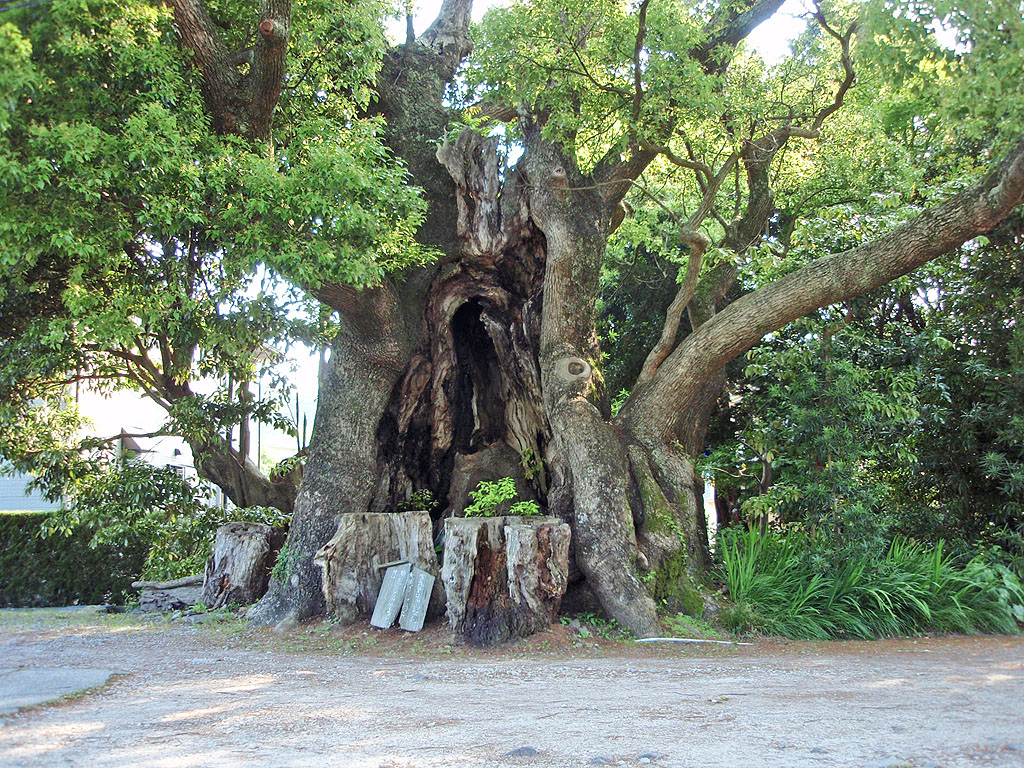
参道入口にある楠

## 摂末社
道祖神社、宇賀神社、稲荷神社、天神社、水神社、熊野神社、小島神社、歳之神社、火産帰（ほうぶつき）神社、大楠神社、塞神社、山神社、大那行都佐（おおなごつさ）神社

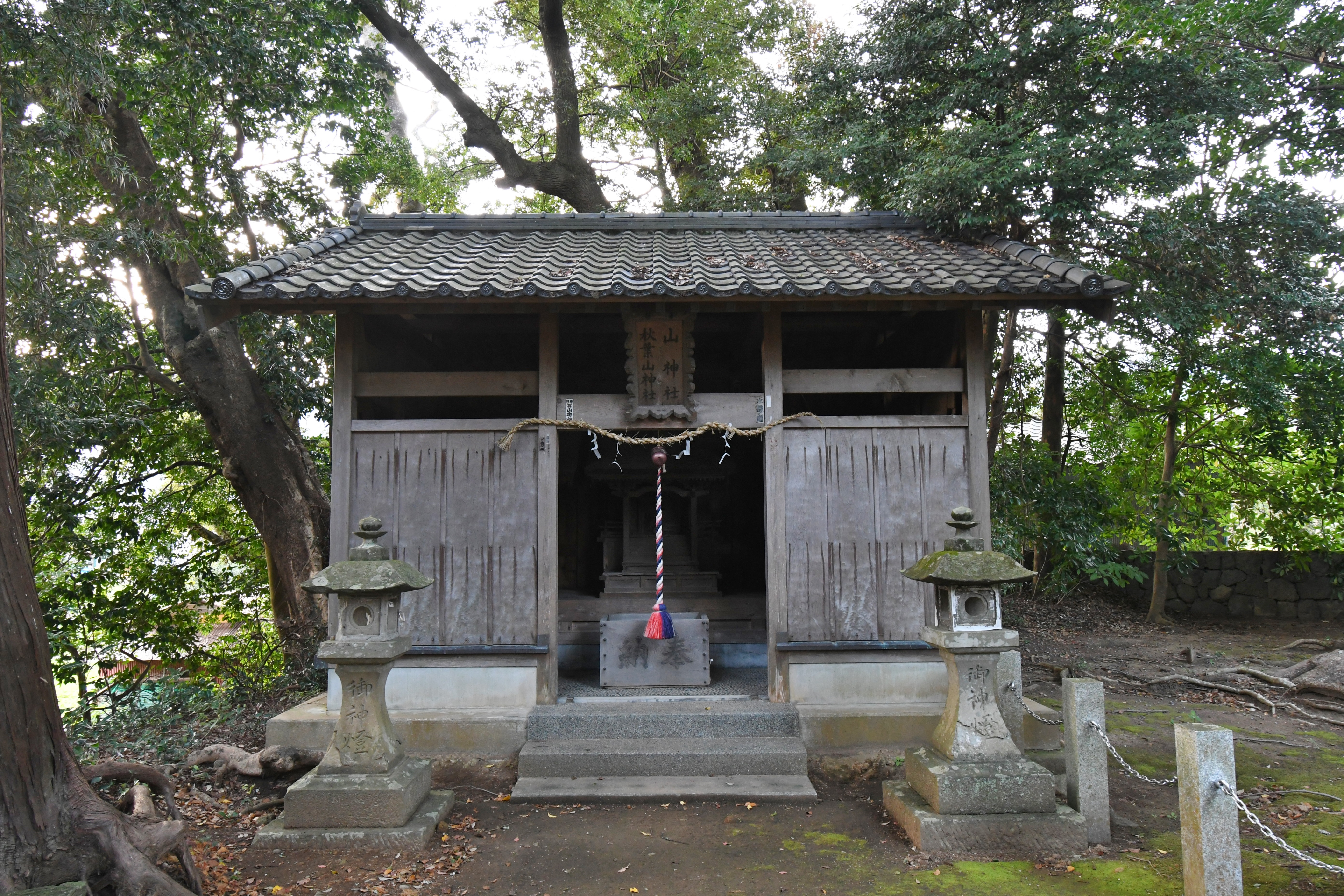
境内社

## 祭事
酒留祭（12月17日）・酒開祭（12月24日） - 両祭の間（12月18日 - 23日）は河津の鳥精進酒精進と呼ばれ、当地で泥酔した杉桙別命が野火にあい焼死寸前になった時、小鳥の大群が羽に付いた水を運び消火したおかげで一命を取り留めたので、杉桙別命が飲酒とともに鳥肉、卵を食べることを禁じたという。

## 姫宮神社

### 社名
古くは「姫宮」、また「姫（妃）宮大明神」と称されていた。

### 祭神
佐々原比咩命（ささはらひめのみこと）を主祭神に、明治44年（1911年）に若宮八幡神社（大鷦鷯尊（おおさざきのみこと））と蔭山（かげやま）神社（蔭山明神）を合祀した。

### 歴史
旧社地（河津町笹原字比咩宮305。現河津町立南小学校、同姫宮幼稚園の敷地内）付近からは4世紀のものと思われる祭祀遺物が出土しており（姫宮遺跡）、古くから産土神として祀られていたようである。『延喜式神名帳』で小社に列し、『伊豆国神階帳』では「従四位上 さゝわら姫のみこ」と記されている。社伝によると元亀頃（1570 - 73年）までは社領を有したが、天正年間（1573 - 92年）に没収され、文禄5年（1596年）に図書という社人が古記録等を持ち去ってから衰退したという。寛文4年（1664年）に河津全村の人々によって再興され、明治6年村社に列し、同44年に現社地（厳密には現社地のやや北東）にあった若宮八幡神社に近くの蔭山神社とともに合祀されて、社号を「姫宮神社」、主祭神を佐々原比咩命に変更し、更に昭和38年に杉桙別命神社の本殿脇に遷座されたが、平成14年（2002年）に再び返遷した。

### 社殿
本殿は正面側面共に一間の流造で、杮葺の屋根に千鳥破風、軒に唐破風を付ける。江戸時代後期の社殿である。

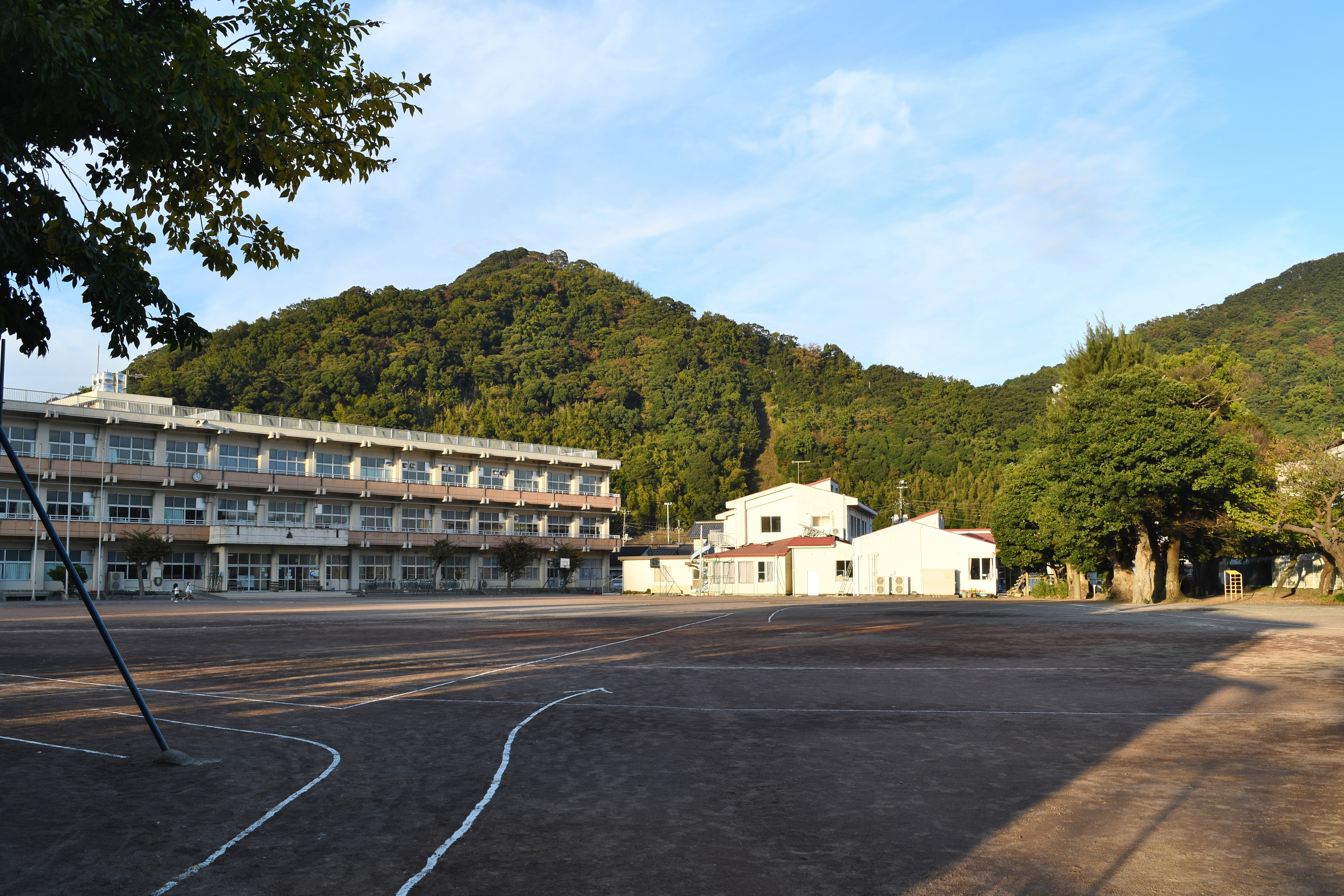
河津町立南小学校（姫宮遺跡）

## 交通
- 杉桙別命神社は伊豆急行線河津駅から徒歩15分。途中に姫宮神社の参道入口がある。